# Тодюр
Тодюр (фр. Thodure) — коммуна во Франции, находится в регионе Рона — Альпы. Департамент коммуны — Изер. Входит в состав кантона Руабон. Округ коммуны — Гренобль.
Код INSEE коммуны — 38505. Население коммуны на 2006 год составляло 640 человек. Населённый пункт находится на высоте от 287  до 492  метров над уровнем моря. Муниципалитет расположен на расстоянии около 450 км юго-восточнее Парижа, 60 км юго-восточнее Лиона, 50 км западнее Гренобля. Мэр коммуны — Mme Nadine Teixeira, мандат действует на протяжении 2001—2008 гг.
Динамика населения (INSEE):